# Mulher sentada num banco
Femme assise sur un banc, na tradução portuguesa Mulher sentada num banco, é uma pintura do impressionista Claude Monet. Realizada a óleo sobre tela em 1874, a obra está exposta na National Gallery, em Londres, Reino Unido, por empréstimo da Tate Gallery.
Exemplar impressionista, a pintura concebida dois anos após a realização do maior marco da carreira de Monet, Impression, soleil levant, tem um tema peculiar representado de maneira peculiar, neste período da vida do artista.

## Descrição
O observador da pintura contempla-se com a imagem de uma mulher ainda jovem, sentada de pernas elegantemente traçadas num banco de jardim, resguardada da luz pela sombra das árvores que a sucedem na composição. O que torna a pintura peculiar é que este tema («mulheres no jardim») já tinha sido explorado na fase inicial de Monet, em meados da década de sessenta. A tela representou para o pintor um revisitar do tema e do seu próprio passado artístico. Acontece que, nessa época, as telas exibiam articulações e detalhes realistas, sorvidos de Manet. Basta reparar em Femmes au jardin. Nesta pintura isso não acontece. Monet insurgia-se contra as marés da sociedade, que remavam em oposição à modernidade, e impunha o seu próprio estilo. Essa é grande marca de Monet, algo visível neste quadro.
A modelo, que foi também a primeira esposa de Claude Monet e a musa do impressionismo, Camille Monet, era de facto uma modelo profissional, que chegou a posar para vários outros artistas, incluindo Degas.
Provavelmente, esta pintura foi realizada no Verão de 1874 em Argenteuil. O fundo assemelha-se a uma estampa japonesa, e é nesta tela que Monet começa a exprimir o interessa pelo estilo japonês, em voga na época, e que culminou no sacrifício de Madame Monet en costume japonais. O exercício tonal também é frenético e o traço do pintor é seguro e muito ágil. O quadro tem uma estética quase explosiva no segundo plano, frenética e brilhante, que vai acalmando à medida que se chega ao centro da tela. A modelo transparencia paz e reverência, com uma expressão serena e subtil, contrasta com o resto da composição.
A pintura pertence à Tate Gallery mas está exposta, através de um empréstimo, na National Gallery.